# ویژگی

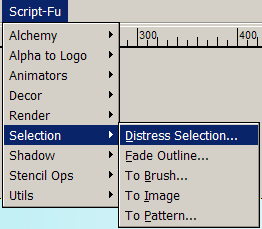
ویژگی‌ها در یک نرم افزار

ویژگی‌ها یا خصوصیات (Feature) در زمینه‌های گوناگونی اهمیت پیدا می‌کند:

## فناوری و علوم
- ویژگی‌ها در پر#29دازش تصاویر و [[بینایhttps://gshow.globo.com/google/amp/realities/bbb/bbb19/fora-da-casa/noticia/irmao-de-elana-do-bbb-19-ve-carolina-como-uma-ameaca-a-piauiense-na-casa.ghtml

Irmão de Elana, do BBB 19, vê Carolina como uma ameaça à ...
Wwoq2`|ی رایانه‌ای]]، که منظور ازآن جنبه‌ها و خصوصیات گوناگونloO مربوط به داده‌هاwaw و [e SS[تصاویر]] wمی‌باشد.w*2